# Вступления к политическим речам
«Вступления к политическим речам» — сборник сочинений, который приписывают древнегреческому оратору Демосфену. Сохранился в составе «демосфеновского корпуса» и включает вступления к 56 речам. У исследователей нет единого мнения об авторстве каждого из этих текстов, но в целом большинство из них явно написано Демосфеном. Некоторые вступления содержат дословные заимствования из ранних речей оратора, в связи с чем составление сборника датируют периодом до 346 года до н. э. Опубликован он был предположительно после смерти автора.
Вступления представляют собой заготовки с общими риторическими рассуждениями. Возможно, некоторые из них использовались при подготовке конкретного выступления.